# Johann Rudolph Rengger
Pour les articles homonymes, voir Rengger.
Johann Rudolph Rengger, né le 13 janvier 1795 à Baden (Suisse) et décédé le 9 octobre 1832 à Aarau, est un naturaliste et médecin suisse, auteur d'un livre sur l'exploration du Paraguay au XIXe siècle.
Il a publié un travail sur la physiologie des insectes. Il a par ailleurs étudié la faune du Paraguay, et il est l'auteur d'un ouvrage intitulé Reise nach Paraguay in den Jahren 1818 bis 1826, publié en 1835.

## Jeunesse
Johann Rudolph Rengger est le fils du pasteur Samuel Rengger. En raison de la mort prématurée de ses parents, c'est son oncle Albrecht Rengger, alors ministre de l'Intérieur de la République helvétique, qui pourvoit à son éducation, d'abord dans une école privée, puis dans l'école cantonale d'Aarau de 1805 à 1812. Il étudie ensuite les sciences naturelles et la médecine à Lausanne et Tübingen. En 1817, il publie les résultats de ses recherches sur les insectes sous le titre allemand de Physiologische Untersuchungen über die thierische Haushaltung der Insecten et obtient ainsi le 12 octobre de la même année le titre de docteur en médecine.

## Voyage au Paraguay
Après un séjour à Paris, Rengger et le docteur M. Longchamp du canton de Vaud décident d'entreprendre un voyage de recherche en Amérique du Sud. Le 1er mai 1818, ils embarquent au Havre et arrivent à Buenos Aires le 1er juillet. Leur attention se porte bientôt sur les garanties de séjour offertes par le Paraguay. Ils rejoignent donc la Province d'Entre Ríos, mais ils attendent huit mois à Corrientes lors du blocage du trafic fluvial par le chef Artigas. C'est le 30 juillet 1819 qu'ils atteignent alors Asunción. Par la suite, Rengger commence à explorer la faune du Paraguay, et il décrit lui-même la manière dont il mène ses recherches.

« J'ai vécu six ans dans ces terres dont la capitale, Asunción, était ma demeure habituelle. De là, j'ai parcouru le pays dans toutes les directions, mais j'ai visité de préférence les régions les moins peuplées et les plus désolées. Chaque année, par exemple, je passais plusieurs mois en pleine nature, dans des laiteries isolées, parfois dans des jungles désertes. Au cours de ces voyages, et comme le temps ne comptait pas, je concentrais mon attention sur l'histoire naturelle de ce monde sauvage, conscient et satisfait de la beauté et la grandeur de la nature environnante, et, quels que soient les dangers surmontés et les difficultés rebutantes, j'ai utilisé ce temps libre pour me consacrer à des observations zoologiques. Pour la majorité des espèces de mammifères, j'ai observé un assez grand nombre d'individus, j'ai déterminé leurs caractéristiques et leurs variations selon le sexe, l'âge, la saison et l'individualité, et j'ai étudié les animaux souvent pendant des jours pour mieux connaître leur vie à état sauvage. En même temps, je n'épargnais aucun effort ni frais pour garder les animaux vivants et les élever dans notre demeure, ce qui me donnait beaucoup de nouvelles informations sur leur comportement et leur tempérament, et surtout sur les changements qu'ils subissent avec l'âge. »

— Rengger, Johann Rudolph (1835) ,  Reise nach Paraguay in den Jahren 1818 bis 1826, pages xix-xx 
Cependant, à l'époque de ces explorations, le Paraguay est virtuellement isolé du monde extérieur par le dictateur José Gaspar Rodríguez de Francia. Rengger et Lonchamp ne sont pas autorisés à franchir la frontière qui est strictement gardée, et ils doivent demander un permis spécial pour chaque excursion. Alors que Longchamp reste essentiellement dans la capitale, Rengger utilise toutes les autorisations données pour ses recherches naturalistes. Malgré cette activité scientifique, il leur manque le contact avec des personnes instruites ainsi que la possibilité de correspondance avec les autres pays, surtout avec leur patrie, et dans la mesure où toutes les lettres entrantes et sortantes sont détournées, leurs proches sont très mal informés de la situation. En 1825, Rengger obtient de manière inattendue un permis de sortie, mais ne dispose que de quelques heures pour se préparer au départ, ce qui fait que Longchamp et lui ne peuvent emballer qu'une petite partie de ses collections. Le 25 mai 1825, ils quittent le Paraguay et retournent au Havre via Buenos-Aires, et les États de Bahia et Pernambouc.

## Retour en Europe
Le 25 février 1826, après quasiment huit ans d'absence, Rengger rentre en Europe. Après un court séjour à Paris, où il fait la connaissance d'Alexander von Humboldt et de Georges Cuvier, Rengger arrive à Aarau le 16 mars. Il commence immédiatement à compiler ses précises et minutieuses observations, et présente les résultats de ses recherches. Cependant, l'énigmatique personnalité du dictateur du Paraguay ayant attisé la curiosité des contemporains de Rengger, ce dernier publie d'abord son Essai historique sur la révolution du Paraguay et le gouvernement dictatorial du docteur Francia (1827). Les sections de l'ouvrage concernant le dictateur paraissent auparavant sous le titre Docteur Francia dans le Stuttgarter Morgenblatt (1827, n ° 140-145), une publication qui incite le dictateur à répondre (The Times, 6 novembre 1830). Rengger complète ensuite son travail d'histoire naturelle et publie en 1830 son livre sur le monde des mammifères du Paraguay, lequel va rencontrer un grand intérêt dans les cercles scientifiques. Après cela, il travaille sur une description de son voyage au Paraguay destiné à un lectorat élargi.
À l'automne 1831, Rengger part en voyage en Italie. Le 15 février 1832, à Naples, il contracte une pneumonie. Après un rétablissement partiel, il peut retourner en Suisse. Son état s'aggrave de nouveau et il meurt le 9 octobre 1832 à Aarau. En 1835, son oncle Albrecht Rengger et son beau-frère Ferdinand Wydler publient le Voyage au Paraguay durant les années 1818 à 1826.

## Descriptions taxonomiques
Johann Rudolph Rengger a décrit plusieurs taxons :
- un rongeur de la famille des Echimyidae : Proechimys longicaudatus (Rengger, 1830) ;
- un rongeur de la famille des Chinchillidae, la viscache des plaines : Viscacia (Rengger, 1830), qui est un synonyme du nom de genre Lagostomus [6] ;
- un rongeur de la famille des Cricetidae : Calomys callosus (Rengger, 1830) ;
- un primate de la famille des Cebidae : Cebus azarae (Rengger, 1830), qui est un synonyme de l'espèce Sapajus cay ;
- une araignée de la famille des Araneidae : Parawixia bistriata (Rengger, 1836).